# Município de Caesarscreek (condado de Greene, Ohio)
Localização do Ohio nos E.U.A.
O município de Caesarscreek (em inglês: Caesarscreek Township) é um local localizado no condado de Greene no estado estadounidense de Ohio. No ano 2010 tinha uma população de 1137 habitantes e uma densidade populacional de 15,92 pessoas por km².

## Geografia
O município de Caesarscreek encontra-se localizado nas coordenadas 39° 35′ 09″ N, 83° 51′ 08″ O. Segundo a Departamento do Censo dos Estados Unidos, o município tem uma superfície total de 71.41 km², da qual 71,04 km² correspondem a terra firme e (0,53 %) 0,38 km² é água.

## Demografia
Segundo o censo de 2010, tinha 1137 pessoas residindo no município de Caesarscreek. A densidade de população era de 15,92 hab./km².